# De Broukmans
De Broukmans was een Zuid-Nederlandse adellijke familie

## Geschiedenis
In 1792 werd door de Beierse keurvorst Karel Theodoor de titel Freiherr van het Heilig Roomse Rijk toegekend aan de broers 
- Johannes Ludovicus Broukmans, getrouwd met Marie-Julienne de Seraing d'Eybach. Hun zes kinderen volgen hierna.
- Johannes Libertus Broukmans, kanunnik van het Onze-Lieve-Vrouwkapittel in Aken. De baronstitel was overdraagbaar op alle afstammelingen.

## Charles de Broukmans
Carolus Alexander Ludovicus Josephus Ignatius de Broukmans (geboren in Heinsberg, overleden in Maastricht), schout van Kerkom, werd in 1824 in de adelstand ingelijfd onder het Verenigd Koninkrijk der Nederlanden, samen met zijn vier zussen. Hij kreeg overdraagbaarheid van de baronstitel op alle afstammelingen, maar bleef vrijgezel.

## Jeannette de Broukmans
Marie Julienne Jeannette Félicité de Broukmans (Kerkom, 1 oktober 1791 - Luik, 16 februari 1868) kreeg in 1824 adelserkenning, met de persoonlijke titel barones. Ze bleef ongehuwd.

## Thérèse de Broukmans
Marie Thérèse Caroline de Broukmans (Kerkom, 31 maart 1794 - Hoeselt, 24 augustus 1875) kreeg in 1824 adelserkenning, met de persoonlijke titel barones. Ze trouwde in 1825 met baron Charles-Guillaume de Moffarts de Hoesselt (1776-1840), burgemeester van Hoeselt. Ze bleven kinderloos.

## Louis de Broukmans
Louis Alexandre Joseph de Broukmans (Kerkom, 4 januari 1796 - 10 december 1865) werd in 1824 in de erfelijke adel erkend met de titel baron, overdraagbaar op alle afstammelingen. Hij trouwde met Marthe de Meller (1811-1845). Ze kregen vijf dochters. Het gezin woonde op het Kasteel de Broukmans, dat door de laatste erfgename, Marthe de Broukmans (1836-1905), werd verkocht aan een kloosterorde, die er tot in 2013 woonde.

## Philippine de Broukmans
Philippine Caroline Pauline Françoise Jeanne de Broukmans (Kerkom, 16 april 1797 - Hoeselt, 19 november 1882) kreeg in 1824 adelserkenning met de persoonlijke titel barones. Ze bleef ongehuwd.

## Marie-Henriette de Broukmans
Marie-Henriette de Broukmans (Kerkom, 28 september 1798 - Oldenburg, 8 december 1873 kreeg in 1824 adelserkenning met de persoonlijke titel barones. Ze trouwde met baron Louis de Decken (1797-1864). Het echtpaar bleef kinderloos.